# Szuwar turzycy prosowej

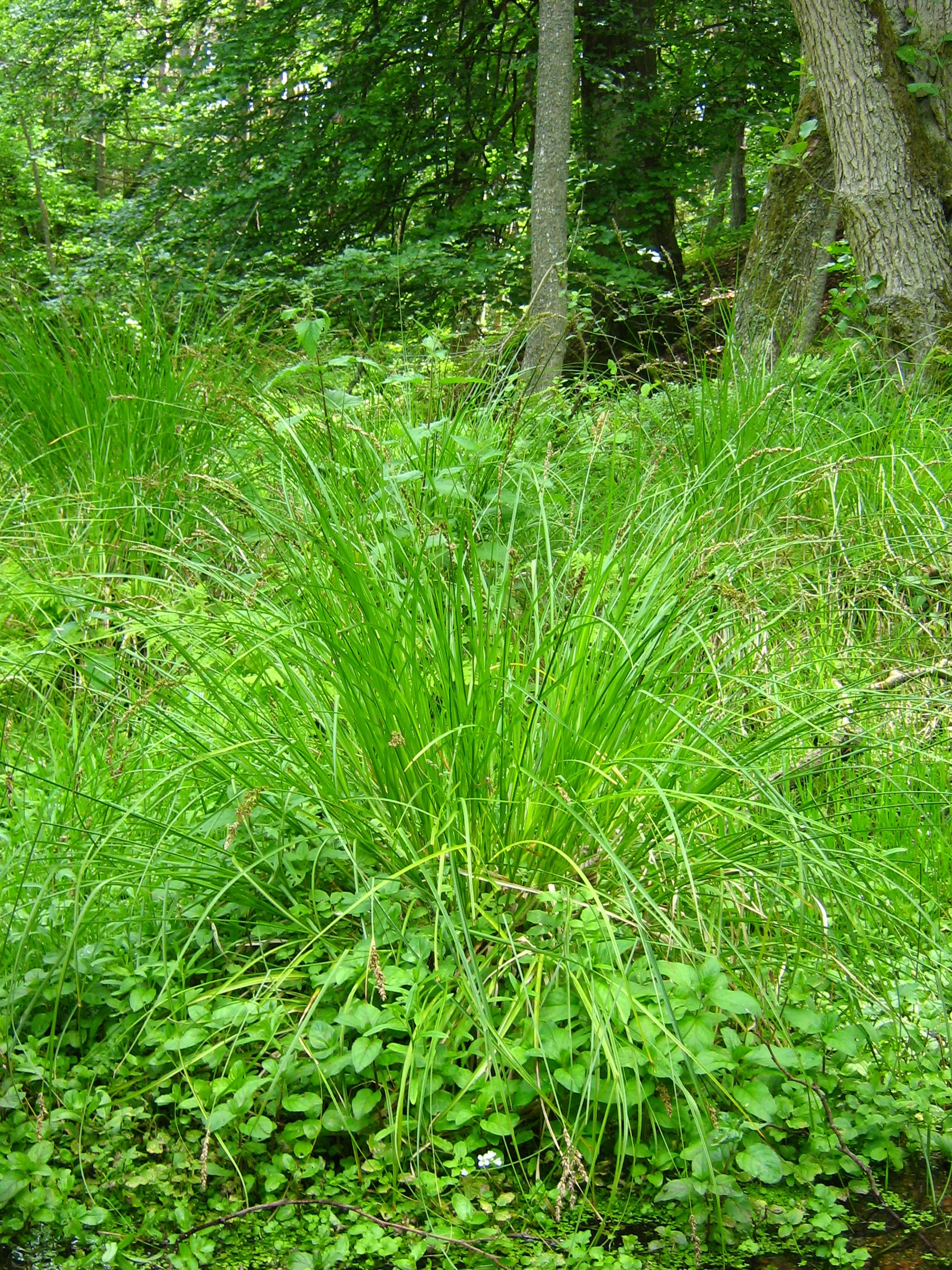
Podmokła postać źródliskowa na torfowisku wiszącym.

Zespół turzycy prosowej, szuwar turzycy prosowej (Caricetum paniculatae) – zespół roślinności szuwarowej budowany głównie przez turzycę prosową.

## Charakterystyka
Szuwar niski zajmujący podmokłe siedliska lądowe – brzegi zbiorników wodnych, np. starorzeczy, źródliska. Tworzy torfowisko niskie o strukturze kępowej. W dolinach pomiędzy kępami turzycy prosowej woda może stale występować powierzchni lub okresowo wysychać. Poziom wody zmienny, rzadko przekracza 0,5 m głębokości. Odczyn wody od lekko kwaśnego do lekko zasadowego (pH 6,5-8). Siedlisko żyzne (eutroficzne lub mezotroficzne), o odczynie kwaśnym (pH 6, siedliska humotroficzne) – wyjątkiem są źródliska, które mogą być bardziej zasadowe. Podłoże organiczne lub organiczno-mineralne, torfiejące. W sukcesji przechodzi w inne rodzaje torfowisk i  turzycowisk, ewentualnie w łozowiska i olsy. Zajmuje małe powierzchnie, więc odgrywa małą rolę w lądowaceniu zbiorników.
Występowanie
Pospolity w całej Polsce.
Charakterystyczna kombinacja gatunków
ChAss. : turzyca prosowa (Carex paniculata).
ChAll. : turzyca błotna (Carex acutiformis), turzyca tunikowa (Carex appropinquata), turzyca Buxbauma (Carex buxbaumii), turzyca dwustronna (Carex disticha), turzyca zaostrzona (Carex acuta), turzyca sztywna (Carex elata), turzyca prosowa (Carex paniculata), turzyca nibyciborowata (Carex pseudocyperus), turzyca brzegowa (Carex riparia), turzyca dzióbkowata (Carex rostrata), turzyca pęcherzykowata (Carex vesicaria), turzyca lisia (Carex vulpina), szalej jadowity (Cicuta virosa), kłoć wiechowata (Cladium mariscus), przytulia błotna (Galium palustre), kosaciec żółty (Iris pseudacorus), tojeść bukietowa (Lysimachia thyrsiflora), kropidło piszczałkowate (Oenanthe fistulosa), gorysz błotny (Peucedanum palustre), mozga trzcinowata (Phalaris arundinacea), wiechlina błotna (Poa palustris), jaskier wielki (Ranunculus lingua), tarczyca pospolita (Scutellaria galericulata).
ChCl. : żabieniec babka wodna (Alisma plantago-aquatica), ponikło błotne (Eleocharis palustris), skrzyp bagienny (Equisetum fluviatile), manna mielec (Glyceria maxima), trzcina pospolita (Phragmites australis), szczaw lancetowaty (Rumex hydrolapathum), oczeret Tabernemontana (Schoenoplectus tabernaemontani), marek szerokolistny (Sium latifolium), pałka szerokolistna (Typha latifolia).
Typowe gatunki
Charakterystyczna kombinacja gatunków zbiorowiska ma znaczenie dla diagnostyki syntaksonomicznej, jednak nie wszystkie składające się na nią gatunki występują często. Dominantem jest turzyca prosowa. Inne częściej występujące gatunki to: karbieniec pospolity, przytulia błotna, szczaw lancetowaty, skrzyp bagienny, turzyca dzióbkowata, turzyca nibyciborowata, krwawnica pospolita, tojeść pospolita, przytulia bagienna i wierzbownica błotna.